# 贾成炳
贾成炳（1942年8月—），男，汉族，中华人民共和国政治人物，曾任国有重点大型企业监事会主席，中国机械工业联合会副会长。